# Francisco Rodríguez (ciclista)
José Francisco Rodríguez Maldonado, meglio noto come Pacho Rodríguez (Duitama, 5 giugno 1960), è un ex ciclista su strada colombiano, professionista dal 1984 al 1991.

## Carriera
Passò professionista nel 1984 con la squadra belga Splendor. Durante l'anno vinse due tappe al Critérium du Dauphiné Libéré e partecipò al Tour de France, concludendolo al quarantacinquesimo posto. L'anno successivo si trasferì alla Zor; dopo aver vinto il Clásico RCN, una delle due grandi corse a tappe colombiane, partecipò alla Vuelta a España, ove vinse due tappe e arrivò terzo nella classifica generale, in quella a punti e in quella degli scalatori.
Centrò un'altra vittoria di tappa alla Vuelta nel 1987 dopo una stagione poco positiva, culminata con un ritiro dal Tour de France. Ormai in declino, negli anni successivi riuscì a vincere solo alcune corse nazionale in Colombia. Si ritirò nel 1991.

## Palmarès
- 1984

4ª tappa Critérium du Dauphiné Libéré
6ª tappa Critérium du Dauphiné Libéré
12ª tappa Vuelta a Colombia
3ª tappa Clásico RCN
6ª tappa Clásico RCN
- 1985

Clásico RCN
11ª tappa Vuelta a España
12ª tappa Vuelta a España
- 1987

21ª tappa Vuelta a España
- 1989

Vuelta a Cundinamarca
- 1990

7ª tappa Vuelta a Colombia
12ª tappa Vuelta a Colombia
Vuelta a Boyacá
Vuelta a Cundinamarca

## Piazzamenti

### Grandi giri
- Tour de France

1984: 45º
1985: ritirato
1986: fuori tempo
1987: ritirato
- Vuelta a España

1985: 3º
1986: ritirato
1987: 48º
1988: ritirato
1990: 15º

### Competizioni mondiali
- Campionati del mondo

Barcellona 1984 - In linea: ritirato
Giavero del Montello 1985 - In linea: 17º
Chambéry 1989 - In linea: ritirato